# Дедна Гора
Дедна Гора (словен. Dedna Gora) — поселення в общині Севниця, Споднєпосавський регіон, Словенія. Висота над рівнем моря: 485,5 м.